# Giuseppe Donati
Pour les articles homonymes, voir Donati.
Giuseppe Donati (né le 2 décembre 1836 à Budrio et mort le 14 février 1925 à Milan) est l'inventeur de l'ocarina classique, un instrument à vent en céramique basé sur le principe du résonateur d'Helmholtz. 

## Biographie
La légende dit qu'à l'âge de 17 ans, Giuseppe a créé la première « petite oie » (ocarina en italien) en 1853 tout en travaillant comme briquetier. Sa première fabrique d'ocarinas a été installée à son domicile à Budrio. Quand il a déménagé pour des locaux plus vastes à Bologne en 1878, un musicien membre du Gruppo Ocarinistico, Cesare Vicinelli, a repris l'atelier de Budrio.